# Margaux-Cantenac
Margaux-Cantenac es una comuna nueva francesa situada en el departamento de Gironda, en la región de Nueva Aquitania.

## Historia
Fue creada el 1 de enero de 2017, en aplicación de una resolución del prefecto de Gironda de 17 de noviembre de 2016  con la unión de las comunas de Cantenac y Margaux, pasando a estar el ayuntamiento en la antigua comuna de Margaux.

## Demografía
| Gráfica de evolución demográfica de Margaux-Cantenac entre 1800 y 2020 |
|                                                                        |

Los datos entre 1800 y 2013 son el resultado de sumar los parciales de las dos comunas que forman la nueva comuna de Margaux-Cantenac, cuyos datos de 1800 a 1999 se han cogido para las comunas de Cantenac y Margaux de la página francesa EHESS/Cassini. Los demás datos se han cogido de la página del INSEE.

## Composición
| Comuna delegada | Código INSEE | Población (2013) | Superficie (km²) | Densidad (hab./km²) |
| --------------- | ------------ | ---------------- | ---------------- | ------------------- |
| Cantenac        | 33091        | 1362             | 14.26            | 96                  |
| Margaux         | 33268        | 1541             | 7.36             | 209                 |